# رياضة طبيعية (رواية)
رياضة طبيعية (بالإنجليزية: A Sport of Nature) هي رواية للكاتبة الجنوب أفريقية والحاصلة على جائزة نوبل نادين غورديمير، نشرت عام 1987، لأول مرة عن دار نشر ديفيد فيليب في جنوب أفريقيا، وجوناثان كيب في المملكة المتحدة وكنوبف في الولايات المتحدة.

## أحداث الرواية
تتناول الرواية رحلة بطلتها كيم كابلان التي تغيّر اسمها إلى هوليانا، وتخوض مسارًا غير تقليدي في الحياة السياسية والاجتماعية بجنوب أفريقيا، حيث تتزوج من زعيم أفريقي وتصبح جزءًا من النضال ضد الفصل العنصري. بأسلوبها المعتاد، تمزج غورديمير بين السرد الروائي والتحليل السياسي، لتطرح أسئلة حول الهوية، السلطة، والالتزام الأخلاقي في سياق التحولات الكبرى التي شهدتها القارة الأفريقية.

## شخصيات الرواية
- كيم كابلان / هوليانا البطلة المحورية للرواية، فتاة بيضاء يهودية جنوب أفريقية، تغيّر اسمها إلى "هوليانا" وتخوض رحلة غير تقليدية في الحياة السياسية، حيث تتزوج من زعيم أفريقي وتصبح جزءًا من النضال ضد الفصل العنصري. تمثل شخصية كيم/هوليانا التمرد على الهوية التقليدية والسعي نحو الانخراط في قضايا التحرر والعدالة.
- الزعيم الأفريقي (زوج هوليانا) شخصية سياسية بارزة في الرواية، يرمز إلى الحركات التحررية في القارة الأفريقية. زواجه من هوليانا يعكس التداخل بين الشخصي والسياسي، وبين الهوية الفردية والنضال الجماعي.
- شخصيات ثانوية متنوعة تشمل نشطاء سياسيين، دبلوماسيين، وأفراد من المجتمع الجنوب أفريقي، يساهمون في رسم صورة بانورامية للتحولات التي شهدتها البلاد خلال فترة الفصل العنصري وما بعدها.

## أسلوب الرواية
تعتمد رواية رياضة طبيعية لنادين غورديمير على أسلوب سردي يجمع بين الواقعية السياسية والتخييل الأدبي، حيث توظف الكاتبة تقنية السرد الذاتي من منظور البطلة "هوليانا" لتسليط الضوء على التحولات الشخصية والاجتماعية في سياق الفصل العنصري بجنوب أفريقيا. يتميز الأسلوب باستخدام لغة رمزية غنية، وتداخل زمني بين الماضي والحاضر، مما يعكس تعقيدات الهوية والانتماء. كما تتسم الرواية بتكثيف التأملات الفلسفية حول الحرية والسلطة، وتوظيف الشخصيات كرموز للصراع السياسي والاجتماعي، مما يجعلها أقرب إلى دراسة في التحول التاريخي منها إلى سرد تقليدي للأحداث